# Under My Skin (canción)
Under My Skin (Bajo mi piel, en español) es el segundo sencillo del segundo álbum de Blue System, Body Heat. Es publicado en 1988 por Hanseatic M.V. y distribuido por BMG. La letra, música, arreglos y producción pertenecen a Dieter Bohlen. La coproducción estuvo a cargo de Luis Rodríguez. M. Vormstein se encargó de la dirección artística del sencillo mientras que la fotografía de la carátula es de Esser & Strauss.

## Video musical
El video de "Under My Skin" tuvo problemas para ser emitido en horario para todo público, debido a que de alguna manera se consideró que realzaba la violencia (en el video aparecen algunas mujeres con látigo).
En total, se gastó 200 mil marcos alemanes en el rodaje. El precio incluyó los honorarios de los 50 extras, el alquiler de dos Dobermans furiosos, Ratas, Tarántulas, e incluso un pez carpa vivo.

## Sencillos
7" Single Hansa 111 699, 1988
1. Under My Skin		3:31
2. Under My Skin (Dubbing)	3:47

12" Maxi Hansa 611 699, 1988
1. Under My Skin (Long Version)	5:10
2. Under My Skin (Dubbing)	3:47
3. Under My Skin (Radio Version)	3:31

CD-Maxi Hansa 661 699,	1988
1. Under My Skin (Long Version)	5:10
2. Under My Skin (Dubbing)		3:47
3. Under My Skin (Radio Version)		3:31
4. Big Boys Don't Cry (Long Version)	5:24

## Charts
El sencillo permaneció 13 semanas en el chart alemán desde el 31 de octubre de 1988 hasta el 5 de febrero de 1989. Alcanzó el #6 como máxima posición.
| Chart (1988) | Máxima posición |
| ------------ | --------------- |
| Alemania     | 6               |
| Austria      | 12              |
| Suiza        | 18              |

## Créditos
- Composición - Dieter Bohlen
- Productor, arreglos - Dieter Bohlen
- Coproductor - Luis Rodríguez
- Dirección de arte - M. Vormstein
- Fotografía - Esser & Strauss
- Diseño - Ariola-Studios